# 2881 Meiden
2881 Meiden је астероид главног астероидног појаса чија средња удаљеност од Сунца износи 2,247 астрономских јединица (АЈ).
Апсолутна магнитуда астероида је 13,4.